# 天主教蘭卡瓜教區
天主教蘭卡瓜教區（拉丁語：Dioecesis Rancaguensis）是智利一個羅馬天主教教區，屬智利的聖地牙哥總教區。
教區於1925年10月18日成立，位於奥伊金斯将军解放者大区（納維達市除外）；2010年時有教友238,000人（佔轄區總人口80.4%）、六十四個堂區和119名司鐸。教區主教現時出缺，榮休主教為方濟各·沙勿略·普拉多-阿蘭吉斯和亞歷山大·戈伊奇-卡梅利奇。